# MC5
MC5 (abreviatura de Motor City Five) fue una banda de rock estadounidense formada en Detroit en 1964 y activa hasta 1972, son considerados una banda de culto, por ser uno de los pioneros en los géneros del hard rock y el garage rock y por haber sido de influencia en el nacimiento de géneros posteriores a estos, como el heavy metal y el punk rock. Conformado casi en su totalidad por Wayne Kramer y Fred "Sonic" Smith (guitarras), Rob Tyner (voz), Michael Davis (bajo) y Dennis Thompson (batería).

## Biografía
Tuvieron un comienzo prometedor, conocido especialmente por sus energéticas presentaciones, las que los llevaron a aparecer en la portada de la revista Rolling Stone en 1968, antes incluso de haber grabado su primer disco. La carrera de los MC5 fue corta, debido a tensiones personales y políticas entre sus integrantes, y fueron largamente olvidados cuando se separaron. Años después de su disolución, sin embargo, los MC5 fueron citados frecuentemente como unas de las bandas americanas más importantes de hard rock de su era, sus tres discos son verdaderos clásicos, y fueron una gran influencia en el hard rock, y especialmente, el punk rock.
Kick Out The Jams, es probablemente su canción más conocida y la más interpretada por otros artistas.

## Vida posterior
Fred "Sonic" Smith formó un nuevo grupo llamado Sonic's Rendezvous Band. Más tarde se casó con Patti Smith y se retiró de la música para crear una familia, falleciendo en 1994 de un ataque al corazón.
Wayne Kramer hizo diversas apariciones en discos de otras bandas antes de ser encarcelado por delitos relacionados con las drogas (en la cárcel coincidió con Michael Davis, bajista de MC5, encarcelado por la misma razón). Tras salir, Kramer realizó diferentes trabajos, volviendo a la música a principios de los 90 y publicando varios álbumes.
Rob Tyner se convirtió en un productor, mánager y promotor reconocido de Detroit, publicó el álbum Blood Brother en 1990, y falleció en 1991 de un ataque al corazón.
En febrero de 2012 el bajista, Michael Davis, falleció en un hospital de Chico, California.

## Reunión: DKT/MC5
En 2003 los tres supervivientes -Michael Davis, Wayne Kramer y Dennis Thompson- actuaron como MC5 en el '100 Club' en Londres, con Nicke Andersson de Hellacopters en el lugar de Fred Smith, Dave Vanian de The Damned, Lemmy de Motörhead, Ian Astbury de The Cult y Kate O'Brien a las voces, y Charles Moore y Buzzy Jones como sección de viento.
En 2004 la banda hizo una gira usando el nombre de DKT/MC5. Como en el concierto en el '100 Club', varios invitados se les unieron a lo largo de la gira como Mark Arm de Mudhoney, Nicke Andersson, Evan Dando de The Lemonheads. Marshall Crenshaw o Lisa Kekaula de The Bellrays. Desde febrero de 2005 Handsome Dick Manitoba de The Dictators ha tomado el papel de cantante principal.
En agosto de 2007 el bajista, Michael Davis, se unió a The Lords of Altamont.

## Tributos y versiones
- "Looking At You" ha sido versionada por The Damned en su tercer álbum en 1979.
- "Kick Out the Jams" ha sido versionada, entre otros, por Entombed, Rage Against the Machine, the Hellacopters, Poison Idea, Jeff Buckley, Presidents of the United States of America, Bad Brains, Monster Magnet, Hablan Por La Espalda (Uruguay), Primal Scream, Africa Bambaataa , Pearl Jam y Silverchair.
- Una versión de "Kick Out The Jams" por el grupo The Big F se encuentra en el compilado Rubáiyát: Elektra's 40th Anniversary, conmemorando los 40 años de Elektra Records, casa discográfica de MC5.
- "Call Me Animal" ha sido versionada por The Didjits y The 69 Eyes.
- "Future/Now" aparece en el sencillo "Voting With a Bullet" de Corrosion of Conformity.
- "Black to Comm" ha sido versionada por Motorpshyco.
- Stone Temple Pilots titularon a una de sus canciones "MC5" en honor a la banda.
- La canción "American Ruse" fue versionada también por el grupo sueco the Hellacopters
- "Ramblin Rose" ha sido versionada por el grupo Caño de Escape (Uruguay).
- "Starsihp" fue versionada por Spacemen 3.
- En diciembre de 2003, Michael Davis produjo el álbum debut de Dollhouse, y colaboró con los coros en la versión de "The Human Being Lawnmower", original de MC5.

## Miembros
- Rob Tyner - Voz
- Fred "Sonic" Smith - Guitarra rítmica
- Wayne Kramer - Guitarra líder
- Michael Davis - Bajo
- Dennis Thompson - Batería

## Discografía

### Álbumes
- Kick Out the Jams, 1969
- Back in the USA, 1970
- High Time, 1971

### Compilaciones
- The Big Bang!: Best of the MC5, 2000

### Sencillos
- I Can Only Give You Everything, 1966
- Black to Comm , 1967
- One of the Guys, 1967
- Looking at You, 1968
- Borderline, 1968
- Kick Out the Jams, 1969
- Motor City is Burning, 1969
- Tonight, 1969
- Shakin' Street, 1970
- The American Ruse, 1970